# Años 690
Los años 690 o década del 690 empezó el 1 de enero del 690 y terminó el 31 de diciembre del 699. 

## Acontecimientos
- Hispania visigoda: Concilios Zaragoza III (691), Toledo XVI (693) y Toledo XVII (694).
- El rey visigodo Egica asocia a su hijo Witiza al trono hacia el año 694-695.
- Batalla de Cartago (698)